# Nihon Falcom
Nihon Falcom (日本ファルコム), japansk datorspelsutvecklare grundad 1981, främst känd för sina rollspel inom Ys- och Dragon Slayer-serierna.

## Bakgrund
Nihon Falcom grundades i mars 1981 som datorkonsultfirma. Samma år blev man auktoriserad Apple-återförsäljare och öppnade en datorbutik i Tachikawa-shi i Tokyo. Man började tidigt att utveckla egen mjukvara, främst spelprogram inom en rad genrer. 1984 släpptes det första Dragon Slayer.

## Falcom som RPG-tillverkare
Dragon Slayer kom att avgöra inriktningen för företaget och utvecklades till en "långkörare" med halvdussinet uppföljare. Spelet var ett actionrollspel av den typ som just hade blivit populär i Japan i samband med titlar som Hydlide. Uppföljaren Xanadu kom ut 1985 och sålde i hela 400 000 exemplar, en siffra som sedan dess inte överträffats på den ganska lilla japanska marknaden för datorspel (läs: spel till datorer).
1987 lanserades första delen i serien om de försvunna kungadömet Ys till PC-88-datorn. Spelet blev precis som Dragon Slayer-serien en succé och porterades även till spelkonsoler. Framför allt omtalades spelets musik, som komponerades av den unge Yuzo Koshiro. Liksom Dragon Slayer fick Ys en rad uppföljare, med flera nya spel i serien släppta 2006 till både dator, spelkonsol och mobiltelefon. Ändå är Falcom idag en mindre spelutvecklare som får finna sig i att stå i Square-Enix skugga. Utanför Japan har Falcoms spelserier heller aldrig varit särskilt populära.